# Paraphrynus aztecus
Espèce
Synonymes
- Tarantula azteca Pocock, 1894

Paraphrynus aztecus est une espèce d'amblypyges de la famille des Phrynidae.

## Distribution
Cette espèce est endémique du Mexique. Elle se rencontre au Chiapas, au Tabasco, au Veracruz et en Oaxaca.

## Description
L'holotype mesure 23 mm.

## Publication originale
- Pocock, 1894 : Notes on the Pedipalpi of the family Tarantulidae contained in the collection of the British Museum. Annals and Magazine of Natural History, sér. 6, vol. 14, p. 273-298 (texte intégral).